# Monanus insolitus
Monanus insolitus es una especie de coleóptero de la familia Silvanidae.

## Distribución geográfica
Habita en Sumatra (Indonesia).